# Siyom
Der Siyom ist ein rechter Nebenfluss des Brahmaputra (Siang) im indischen Bundesstaat Arunachal Pradesh.
Der Siyom entspringt am Hauptkamm des Assam-Himalaya unweit der Grenze zu Tibet.
Der Siyom strömt anfangs in südlicher Richtung, später in östlicher und südlicher Richtung durch den Distrikt West Siang. Er nimmt dabei den Yargap Chu von rechts auf. Der Mouling-Nationalpark liegt am Ostufer des Flusses. Der Fluss passiert die Distrikthauptstadt Aalo und mündet schließlich 50 km oberhalb von Pasighat in den Brahmaputra. Der Siyom hat eine Länge von etwa 170 km.
Das Einzugsgebiet des Siyom grenzt im Osten, Norden und Nordwesten an das des Yarlung Tsangpo sowie im Südwesten an das des Subansiri.
Es existieren Pläne für mehrere Wasserkraftprojekte entlang dem Flusslauf.